# Gator och torg på Östermalm

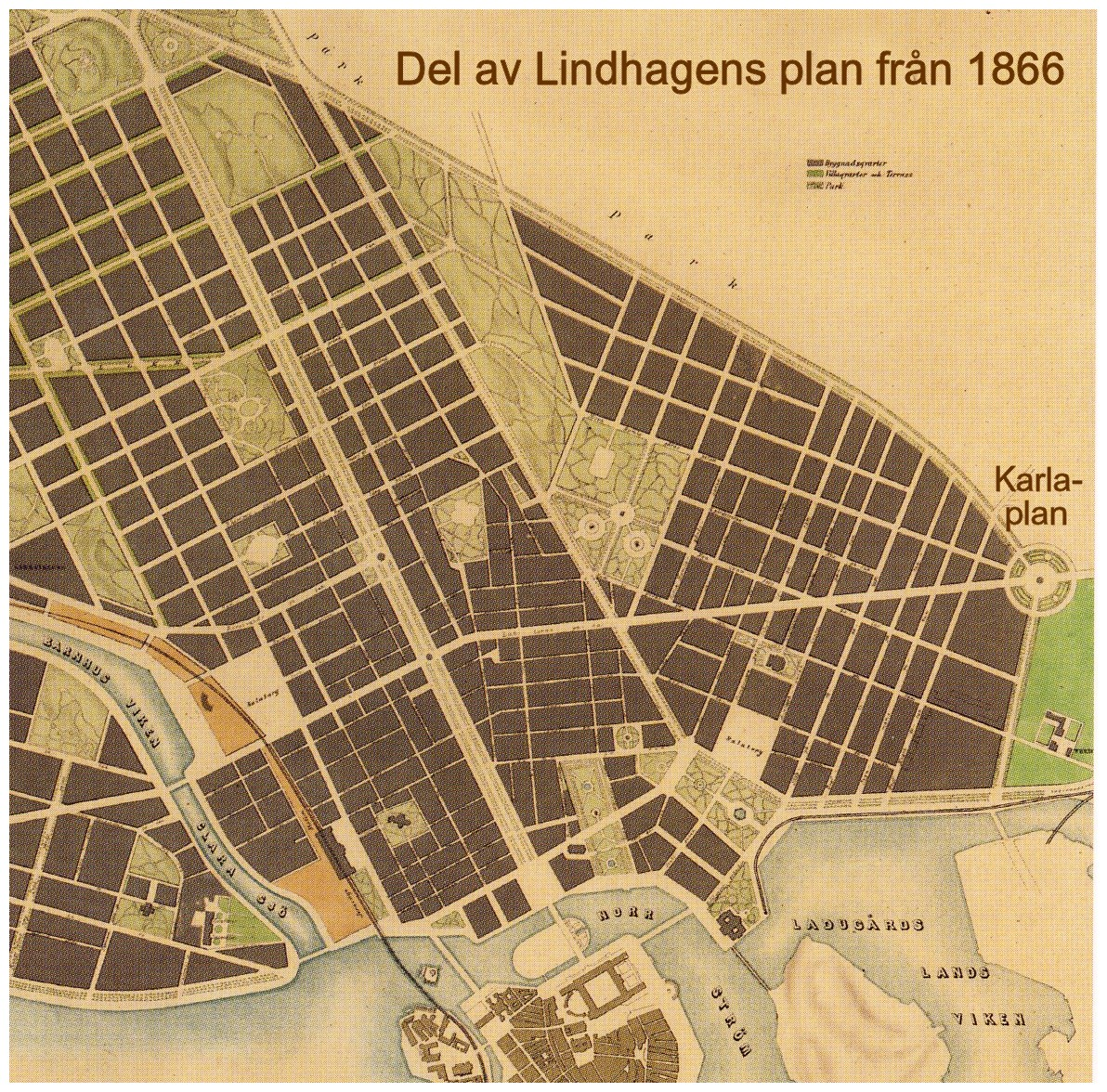
Albert Lindhagens stadsplaneförslag från 1866, blev bara delvis genomförd.

Det första gatunätet i stadsdelen Östermalm i Stockholm började planeras på 1640-talet av  generalkvartermästaren Olof Hansson Örnehufvud (se Stadsplanering i Stockholm). Då hette området Ladugårdslandet och avsåg bara den sydvästra delen ner mot Ladugårdslandsviken. Gatunätets huvudriktning var orienterad mot Stockholms slott, efter samma princip som för de övriga malmarna. Centralt i det rektangulära gatunätet ritades in ett torg; Ladugårdslandstorget (sedermera Östermalmstorg). Huvudaxeln i öst-västriktning motsvarade Storgatan-Östermalmstorg-Humlegårdsgatan och i nord-sydriktning Nybrogatan som tangerar torgets västsida. Söder om nuvarande Riddargatan gick kvarteren rakt ner till Ladugårdslandsvikens strandlinje. Dagens paradgata, Strandvägen, anlades först med början 1862 och byggdes på omfattande utfyllnader längs den ”taggiga” vattenlinjen.
Under Albert Lindhagens tid som Stockholms stadsplanerare på 1870-talet beslutades en övergripande reglering av gatusystemet även för Östermalms föregångare Ladugårdslandet. Lindhagen var förespråkare av långa alléer som mötts vid stora stjärnplatser. Idéerna för utbyggnaden av stenstaden hämtades främst från de stora kejsarstäderna på kontinenten, S:t Petersburg, Wien, Paris och Berlin, där bland annat Georges-Eugène Haussmanns boulevarder i Paris blev förebilder. För Östermalms nya gatunät innebar detta en huvudaxel i nord-sydriktning strax väster om Humlegården (ungefär i Birger Jarlsgatans sträckning) och tre huvudgator utgående från stjärnplatsen Karlaplan; med Valhallavägen mot nordväst, Narvavägen mot syd och en öst-västförbindelse som skulle gå nästan diagonalt genom Flemings rutnät ända fram till Sveavägen. Längs Ladugårdslandsviken planerade Lindhagen föregångaren till Strandvägen; Ladugårdslands strandväg. Trots långa och envisa förhandlingar kunde Lindhagen inte ”rädda” hela sin plan, bland annat blev öst-västaxeln aldrig förverkligad. I likhet med nedre Norrmalm, som förändrades starkt under Norrmalmsregleringen på 1950- till 1970-talen, revs det mesta av Ladugårdslandet i samband med Lindhagensplanens förverkligande under 1890-talet.

## Gator
Datum i parentes anger när dagens namn gavs.

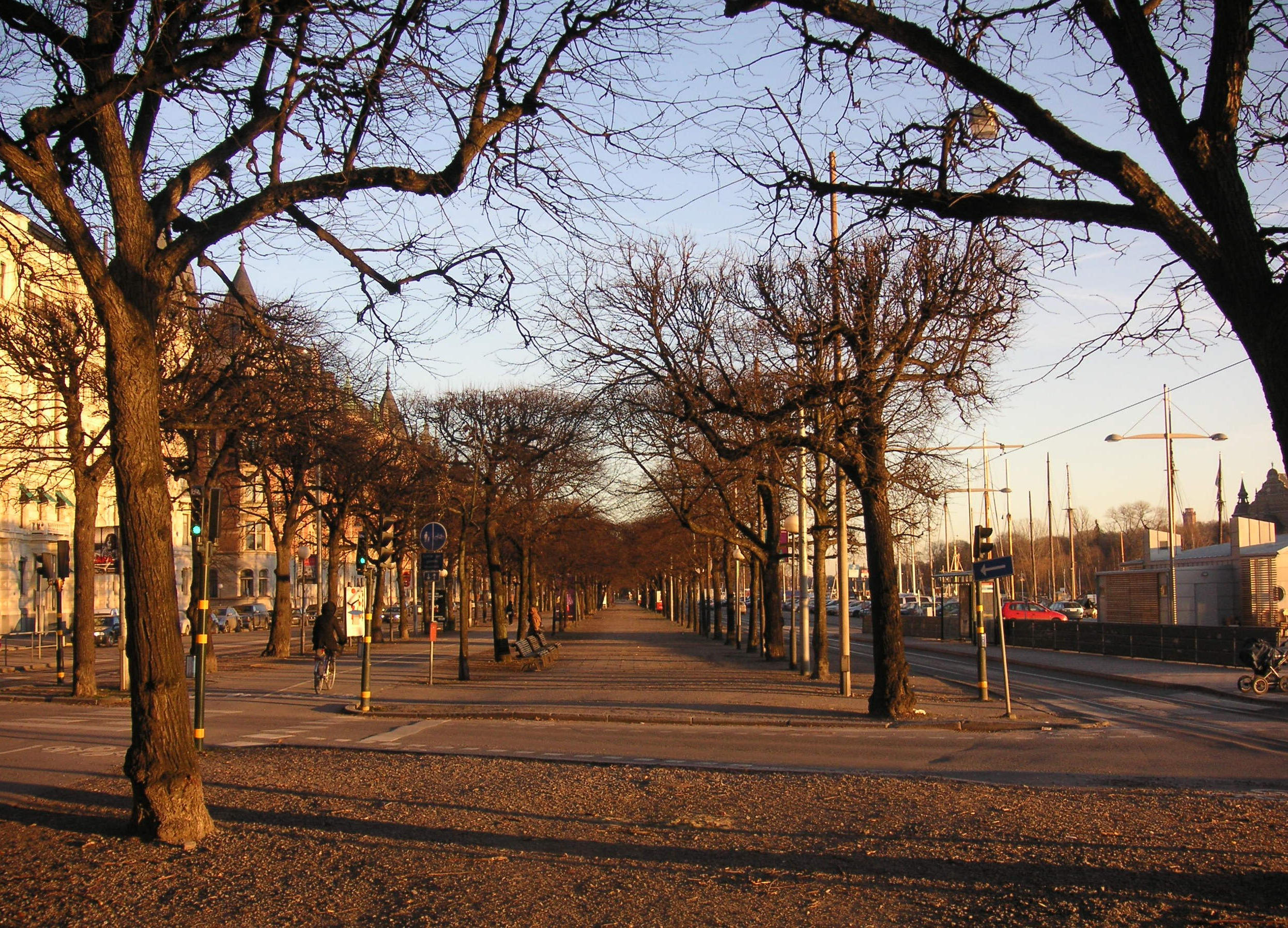
Strandvägen mot öst.

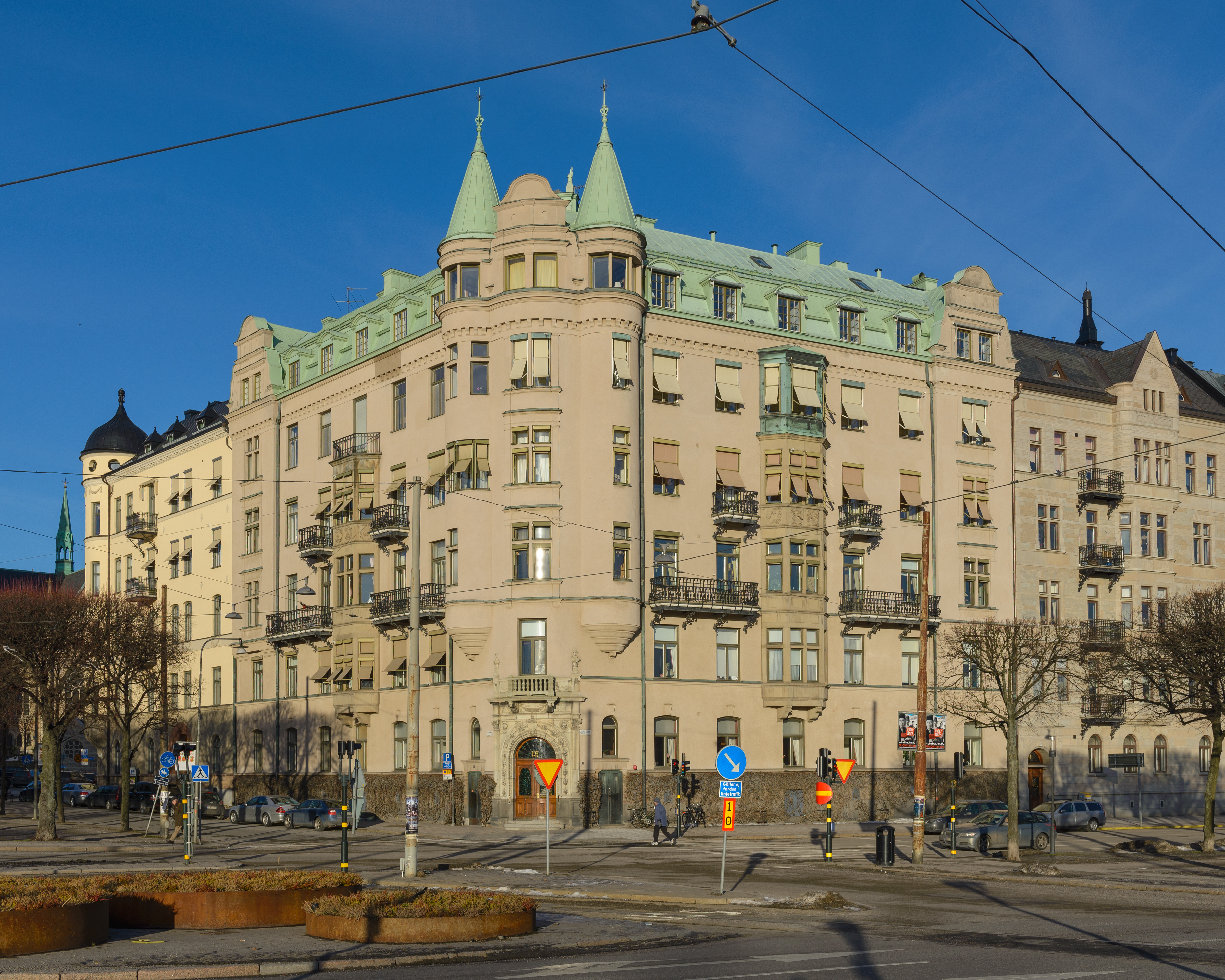
Korsningen Strandvägen/Narvavägen.

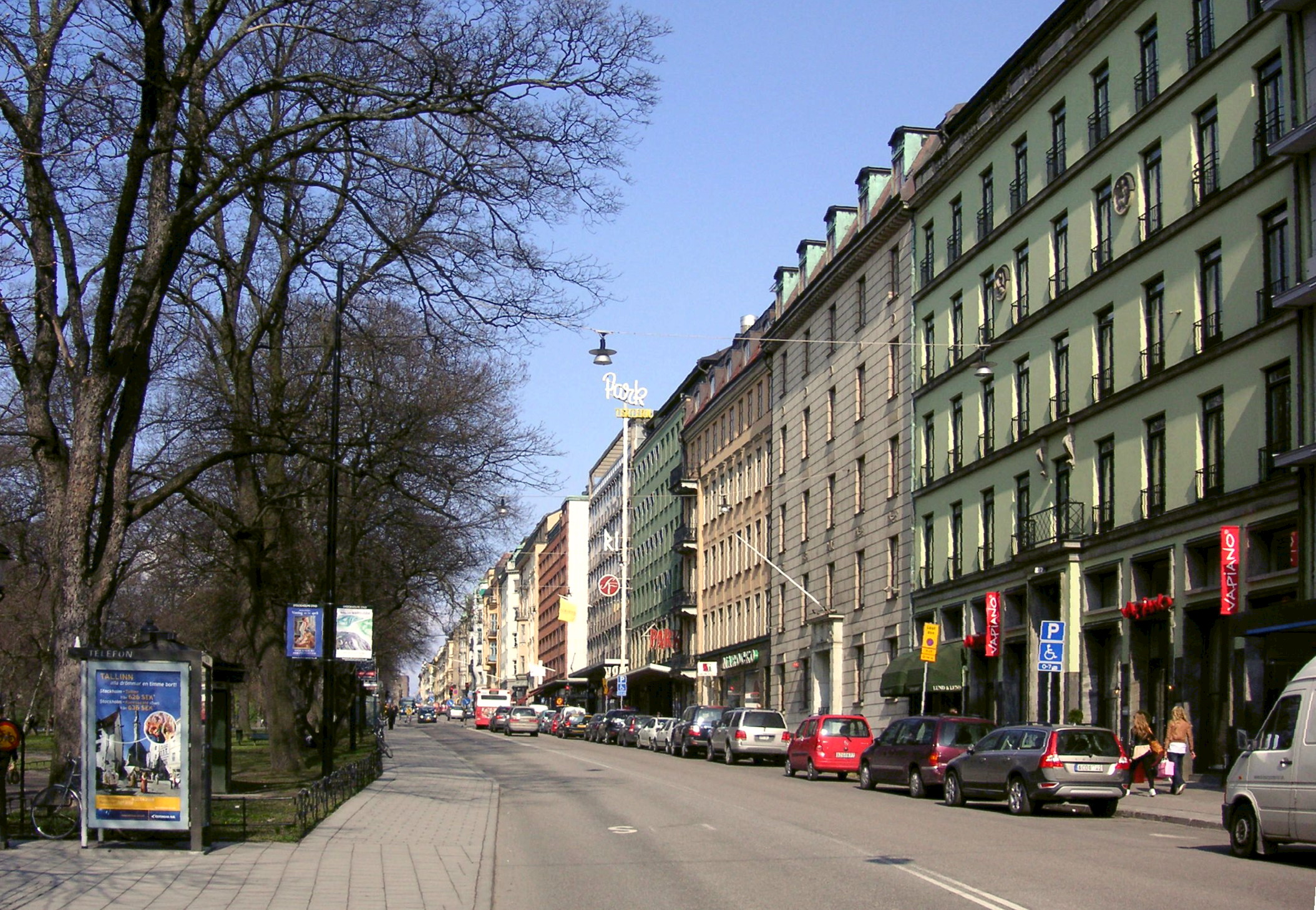
Sturegatan mot norr.

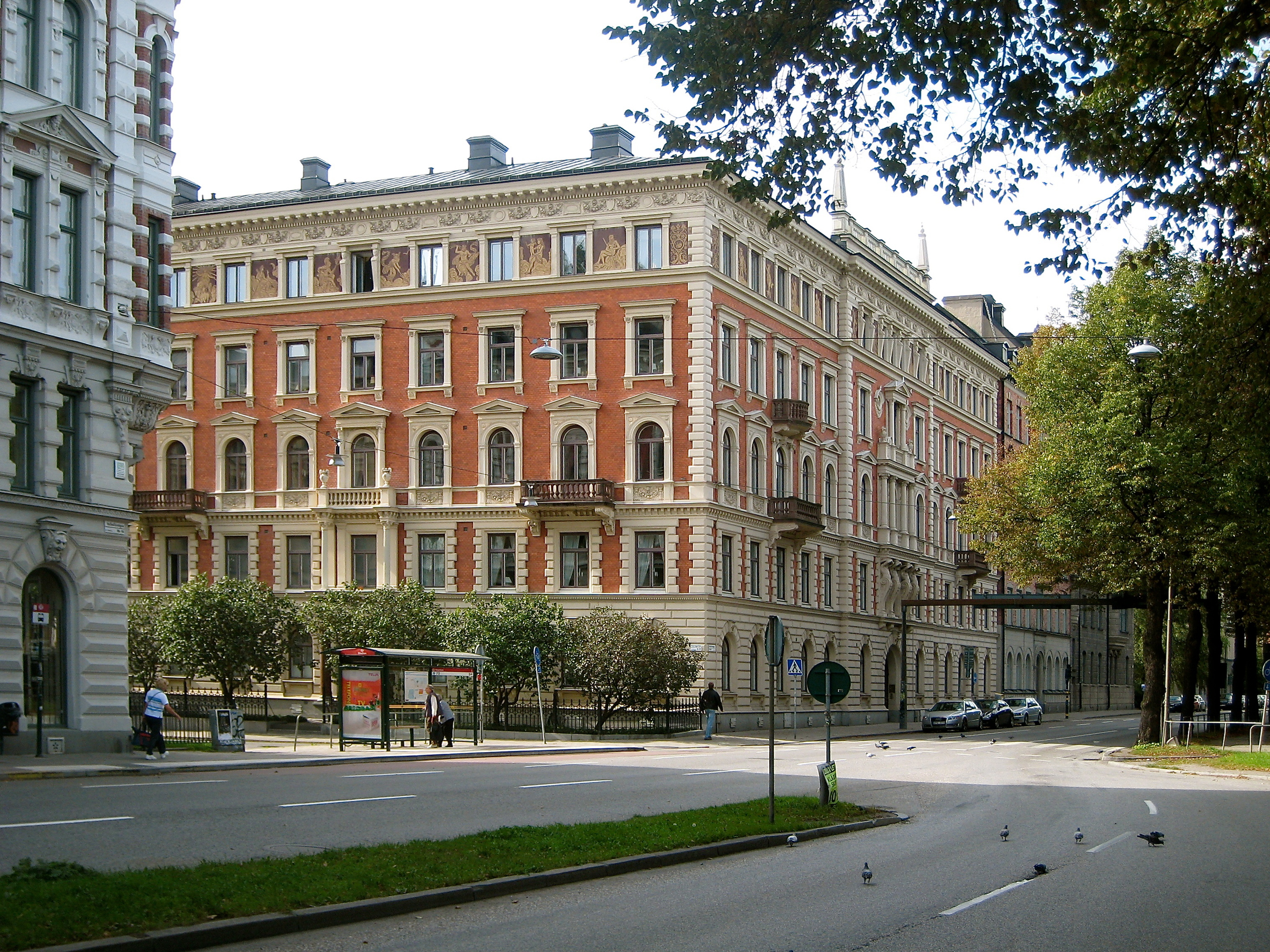
Floragatan sedd från Valhallavägen.

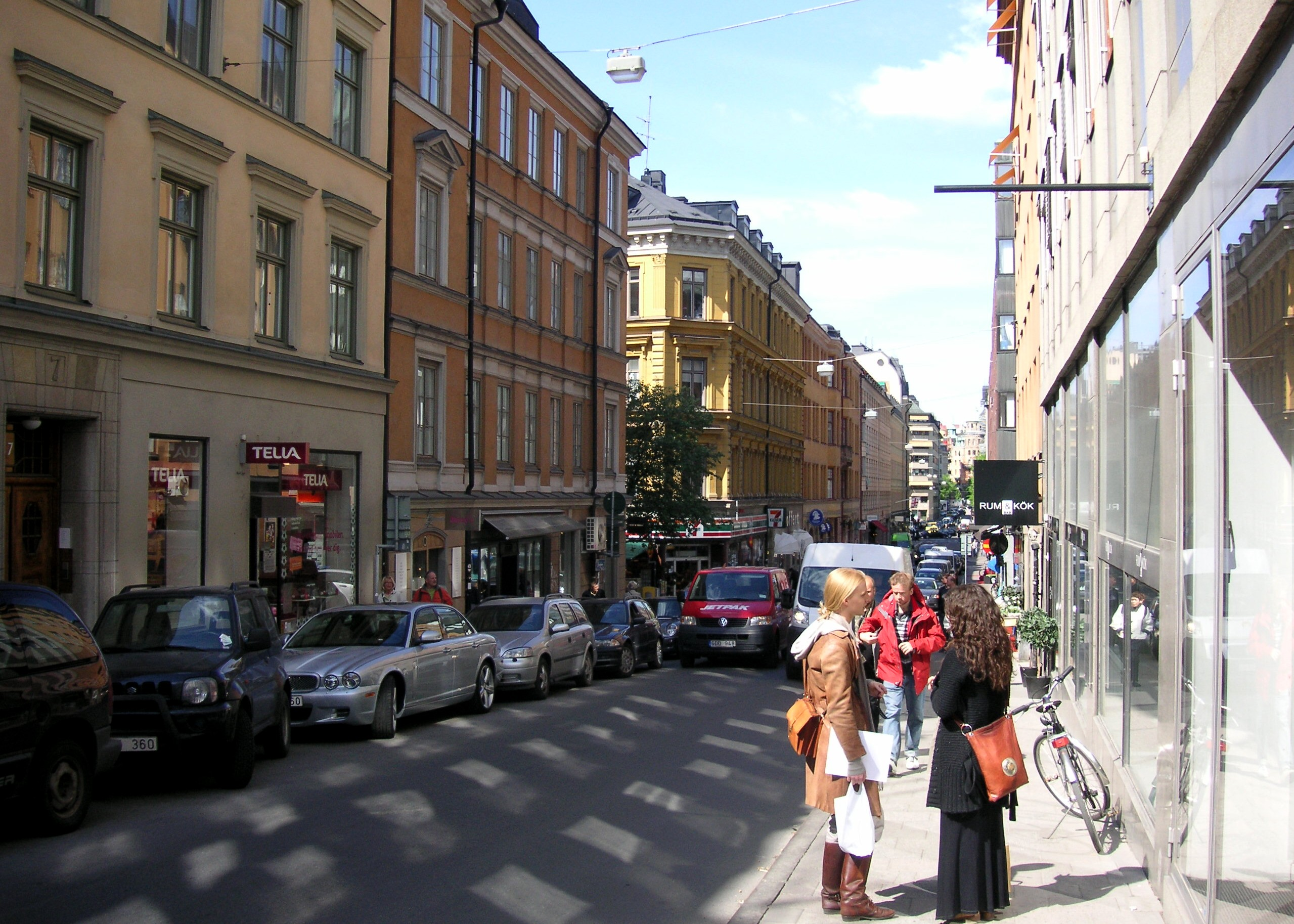
Humlegårdsgatan mot väst.

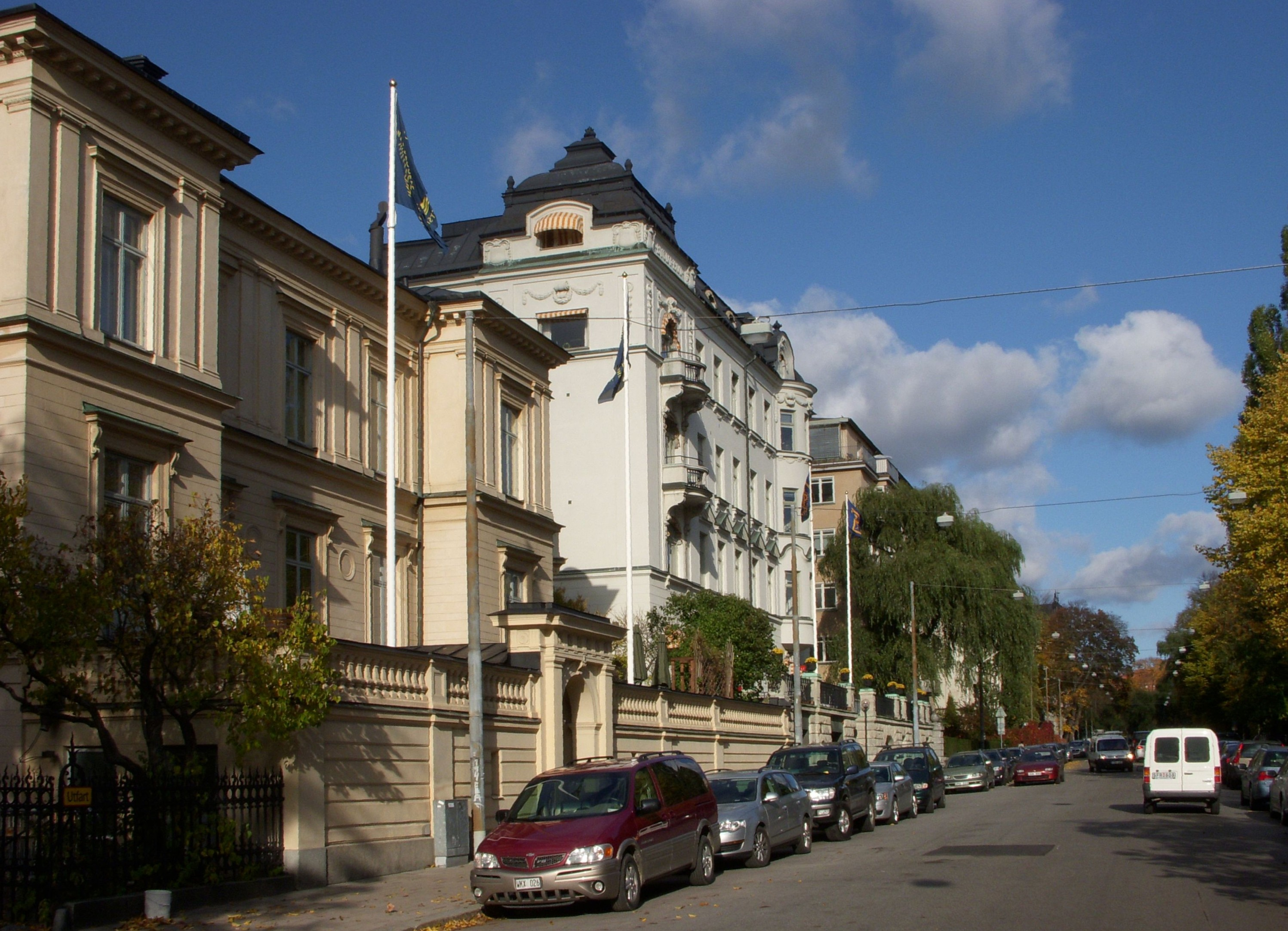
Villagatan mot nordost.

### Huvudgator
- Birger Jarlsgatan (1885). Går från Nybroplan till Roslagstull/Ingemarsgatan.
- Karlavägen (1885). Går från Birger Jarlsgatan till Oxenstiernsgatan.
- Narvavägen (1885). Går från Djurgårdsbrons brofäste till Karlaplan.
- Oxenstiernsgatan (1931). Går från Nobelparken och Strandvägens östra ände i söder till Valhallavägen i norr.
- Strandvägen (1885). Går från Djurgårdsbron och Nobelparken i öst till Nybroplan i väst.
- Sturegatan (1885). Går från Stureplan till Valhallavägen.
- Valhallavägen (1885). Går från Gärdesgatan i syd till Roslagstull i norr.

### Övriga gator
- Almlöfsgatan (1913). Går från Nybrogatan till Sibyllegatan.
- Artillerigatan (1885). Går från Strandvägen till Armfeltsgatan på Gärdet.
- Baldersgatan (1909). Går mellan Friggagatan och Valhallavägen.
- Banérgatan (1884). Går från Strandvägen till Värtavägen.
- Biblioteksgatan (1885). Går från Smålandsgatan till Humlegårdsgatan.
- Bragevägen (1909). Går från Engelbrekts kyrkogata till Odengatan.
- Brahegatan (1885). Går mellan Valhallavägen och Humlegårdsgatan.
- Breitenfeldsgatan (1912). Är en återvändsgata mellan Wittstocksgatan och Valhallavägen.
- Bältgatan (1930). Går från Östermalmsgatan till Erik Dahlbergsallén.
- Cardellgatan (1885). Går mellan Brahegatan och Sturegatan.
- Dag Hammarskjölds väg (1998). Är en förlängning av Strandvägen och går till Djurgårdsbrunnsvägen.
- Danderydsgatan (1895). Går från Karlavägen via Danderydsplan till Valhallavägen.
- Engelbrekts kyrkogata (1909). Går från Karlavägen till Östermalmsgatan.
- Engelbrektsgatan (1885). Går från Birger Jarlsgatan till Valhallavägen.
- Erik Dahlbergsallén (1972). Går mellan Valhallavägen och Karlaplan.
- Erik Dahlbergsgatan (1930). Går från Valhallavägen till Lidingövägen.
- Eriksbergsgatan (1885). Går i båge runt Eriksberg med utgångspunkter från Birger Jarlsgatan
- Fiskartorpsvägen (1954). Går från Lidingövägen genom Norra Djurgården till Stockholms universitet, fick sitt namn efter Fiskartorpet.
- Floragatan. Går mellan Karlavägen och Valhallavägen genom Villastaden.
- Fredrikshovsgatan. Tvärgata från Narvavägen
- Friggagatan (1909). Går från Baldersgatan till Tyrgatan.
- Fryxellsgatan (1909). Går mellan Kungstensgatan och Rådmansgatan.
- Grev Magnigatan. Går från Strandvägen till Storgatan.
- Grev Turegatan (1858). Går från Birger Jarlsgatan till Valhallavägen och korsar bland annat Karlavägen.
- Grevgatan (1647, Greefwegatan). Går från Strandvägen till Östermalmsgatan.
- Gumshornsgatan (1930). Går från Narvavägen till Styrmansgatan.
- Gyllenstiernsgatan (1931). Går från Valhallavägen till Karlavägen.
- Gärdesgatan (1931). Går från Dag Hammarskjölds väg till Valhallavägens östra del genom Diplomatstadens ambassadkvarter.
- Hammargatan (1909). Går från Eriksbergsgatan till Karlavägen.
- Humlegårdsgatan (1885). Går från Engelbrektsplan till Östermalmstorg.
- Ingmar Bergmans gata (2008). Går från Nybrogatan till Birger Jarlsgatan. Kallades tidigare Smålandsgatan.
- Iversonsgatan (1909). Går från Engelbrektsgatan till Eriksbergsgatan.
- Jungfrugatan. Går från Storgatan och Starrängsringen på nedre Gärdet.
- Kaptensgatan (1641, Captens gathun). Går från Artillerigatan till Grevgatan.
- Kommendörsgatan (1877). Går från Sturegatan till Styrmansgatan.
- Laboratoriegatan (1912). Ligger mitt i Diplomatstaden och går runt Engelska kyrkan.
- Linnégatan (1882). Går från Sturegatan till korsningen mellan Oxenstiernsgatan och Strandvägen vid Berwaldhallen.
- Lodgatan (1909). Går från Eriksbergsgatan till Rådmansgatan.
- Lovisagatan (1912). Går från Storgatan till Ulrikagatan.
- Lützengatan (1912). Går från Karlaplan till Wittstocksgatan.
- Majorsgatan (1868). Går från Humlegårdsgatan till Linnégatan.
- Nobelgatan (1912). Går från Strandvägens slut och leder genom Diplomatstaden.
- Nybergsgatan. Går från Linnégatan till Kommendörsgatan.
- Nybrogatan (1864). Går från Nybroplan till Valhallavägen.
- Riddargatan (1857). Går från Östermalmstorg till Narvavägen.
- Rigagatan (1936). Går från Valhallavägen till Valhallavägen.
- Rimbogatan (1891). Återvändsgata från Engelbrektsgatan.
- Runebergsgatan (1909). Går från Birger Jarlsgatan till Karlavägen.
- Rådmansgatan (1885). Går genom flera stadsdelar från Dalagatan i väst till Karlavägen i öst och har en fortsättning till Valhallavägen.
- Sibyllegatan (1672, Sijbillægatan). Går från Strandvägen till Valhallavägen.
- Skarpögatan (1948). Går från Gärdesgatan söderut genom Diplomatstadens ambassadkvarter.
- Skeppargatan (1646, Skeppare gatan). Går från Strandvägen till Valhallavägen.
- Sköldungagatan (1909). Går mellan Friggagatan och Valhallavägen.
- Stenbocksgatan (1909). Går mellan Engelbrektsgatan och Eriksbergsgatan.
- Storgatan. Sträcker sig från Östermalmstorg i väst till Strandvägen vid Nobelparken i öst.
- Styrmansgatan (1641, Styremans gathun). Går mellan Strandvägen och Karlaplan.
- Styckjunkargatan (1806, Styckjunkare Gränden). Går ett 30-tal meter söderut från Riddargatan.
- Taptogatan (1952). Går från Oxenstiernsgatan till Gyllenstiernsgatan.
- Torstenssonsgatan (1885). Går från Strandvägen till Storgatan.
- Tyrgatan (1909). Går mellan Friggagatan och Valhallavägen.
- Tyskbagargatan (1885). Går mellan Nybrogatan och Artillerigatan.
- Tysta gatan (1915). Går mellan Karlavägen och Lützengatan.
- Uggelviksgatan (1900). Går från en korsning med Karlavägen/Rådmansgatan till en återvändsgata intill Valhallavägen.
- Ulrikagatan (1912). Går mellan Strandvägen och Fredrikshovsgatan.
- Verdandigatan (1909). Går från Östermalmsgatan till Odengatan.
- Villagatan (1876). Går mellan Karlavägen och Valhallavägen.
- Väpnargatan (1900). Går från Sibyllegatan till Artillerigatan.
- Wittstocksgatan (1930). Går mellan Valhallavägen och Värtavägen.
- Östermalmsgatan (1932). Går parallellt söder om Valhallavägen från Karlaplan i öst till Birger Jarlsgatan i väst.

### Historiska gator
- Ladugårdslands Tullgata
- Kavallerivägen[1]

## Torg och trafikplatser

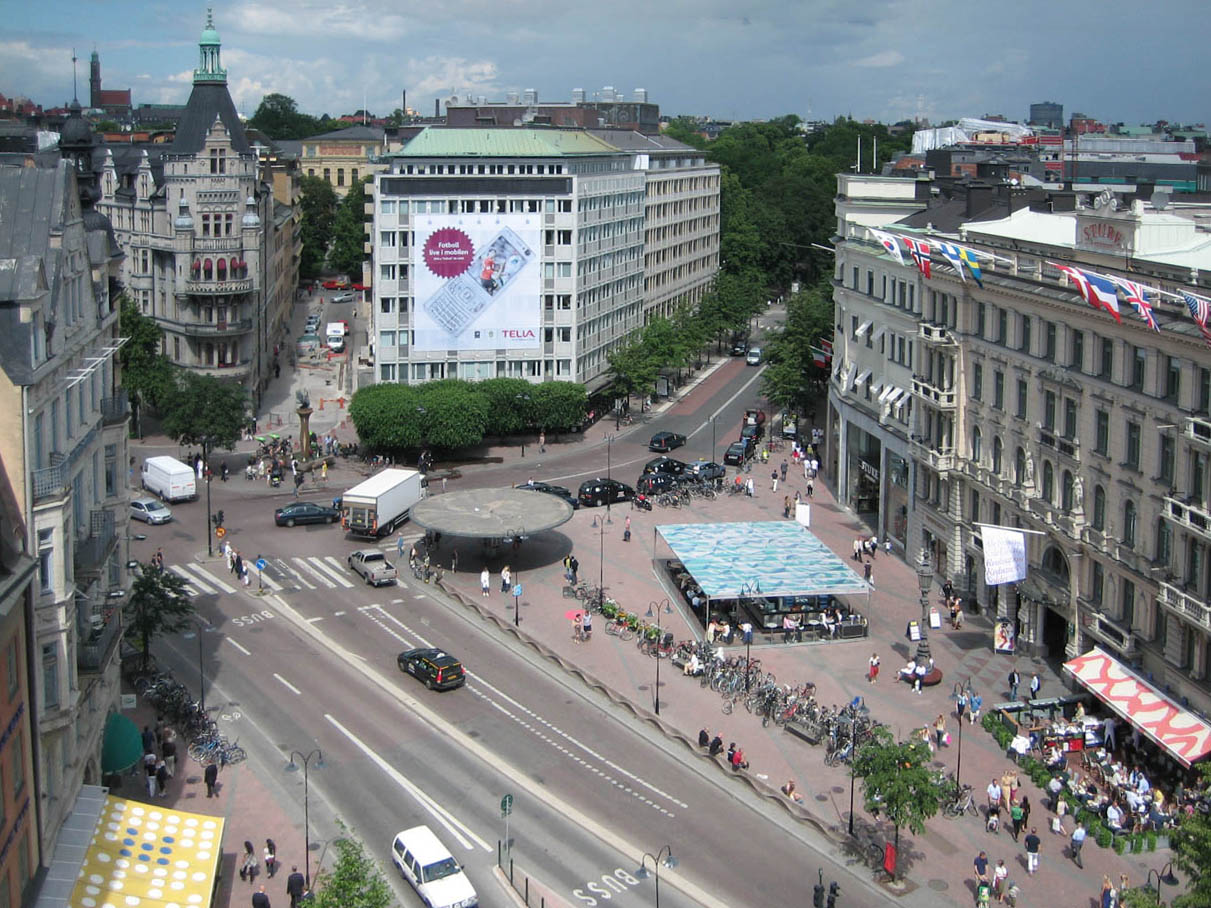
Stureplan från ovan.

- Danderydsplan (1936). Cirkulationsplats där Östermalmsgatan, Rådmansgatan och Danderydsgatan mötts.
- Engelbrektsplan. Ligger vid södra slutet av Engelbrektsgatan vid Humlegården och korsas av Birger Jarlsgatan.
- Gösta Bohmans plats, vid Fältöversten.
- Ingmar Bergmans plats, vid korsningen av Nybrogatan, Almlöfsgatan och Ingmar Bergmans gata.
- Karlaplan. Stjärnplatsen där Karlavägen och Narvavägen mötts.
- Kruthusplan. Är en plats mitt i Diplomatstaden.
- Runebergsplan (1925). Ligger vid korsningarna Karlavägen/Engelbrektsgatan och Runebergsgatan/Engelbrektsgatan
- Stureplan. Central plats söder om Humlegården vid gränsen till Norrmalm. Vid torget möts Kungsgatan, Birger Jarlsgatan, Biblioteksgatan och Sturegatan.
- Östermalmstorg. Torg i korsningen mellan Humlegårdsgatan, Storgatan, Nybrogatan och Sibyllegatan.

### Tryckt litteratur
- Andersson, Henrik O.; Bedoire, Fredric (1977) [1973]. Stockholms byggnader: en bok om arkitektur och stadsbild i Stockholm (3). Stockholm: Prisma. Libris 7406664. ISBN 91-518-1125-1
- Stahre, Nils-Gustaf; Fogelström, Per Anders (1986). Stockholms gatunamn: innerstaden. Monografier utgivna av Stockholms stad (återtryck av del av 1:a upplagan). Stockholm: Liber/Allmänna förlaget. Libris 7269073. ISBN 91-38-90777-1
- Landell, Nils-Erik (1992). Stockholmskartor (1:a upplagan). Stockholm: Rabén & Sjögren. Libris 7237012. ISBN 91-29-61681-6
- Stahre, Nils-Gustaf (2005). Stockholms gatunamn. 3., utök. och rev. uppl. Stockholm: Stockholmia